# Joseph Vivien

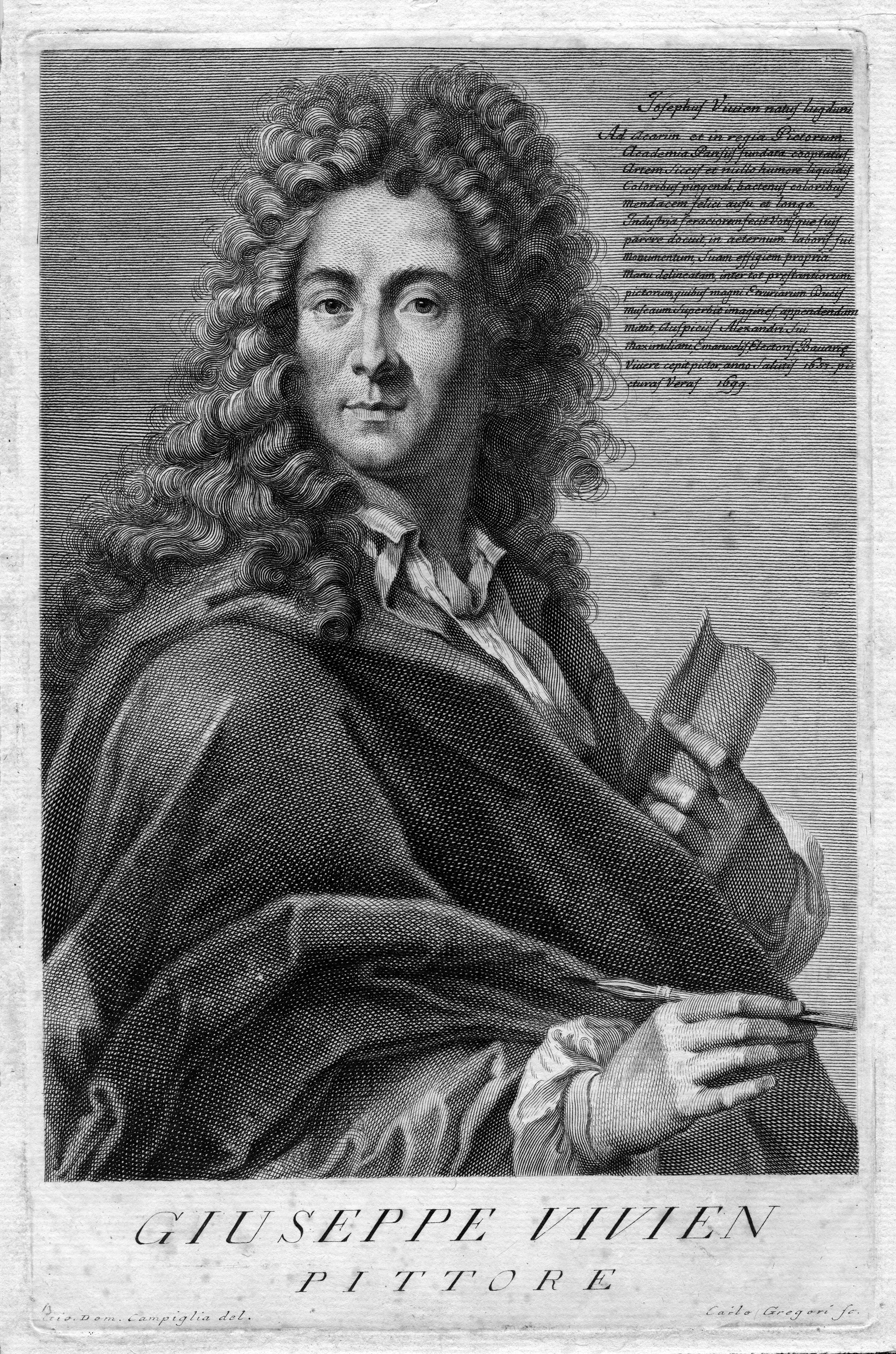

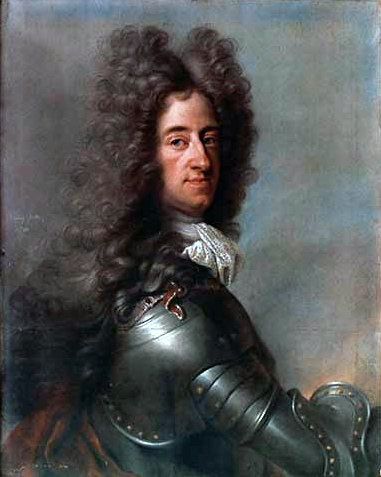
Ritratto di Massimiliano II Emanuele di Baviera

Jan Victors (Lione, 1657 – Bonn, 1734) è stato un pittore francese.

## Biografia
Allievo di François Bonnemer e di Charles Le Brun, fu al servizio dal 1698 dell'elettore Massimiliano II Emanuele di Baviera, all'epoca governatore di Bruxelles. Più tardi Joseph Vivien lavorò per il fratello dell'elettore, il vescovo di Colonia Giuseppe Clemente di Baviera nonché per Carlo Alberto di Baviera e Clemente Augusto di Baviera. Nel 1701 Vivien fu membro dell'Accademia Reale di Parigi, come "pittore di pastelli". Soggiornò a Monaco di Baviera tra il 1715 e il 1717, ancora nel 1719, e a Bonn dal 1734, dove morì. Nonostante la sua presenza in baviaria non si può dire che esercitò una notevole influenza sugli artisti locali. 
Stilisticamente continuò nello stile del ritratto ufficiale seguendo il solco di Hyacinte Rigaud e Nicolas Largillière, con ottimi risultati soprattutto nella tecnica del pastello, per la quale fu il primo a portala a una perfezione pari a quella della tecnica a olio. Il suo stile personale si caratterizza per un occhio distaccato, dotato di una certa austerità e freddezza.